# 渾河之戰 (1826年)

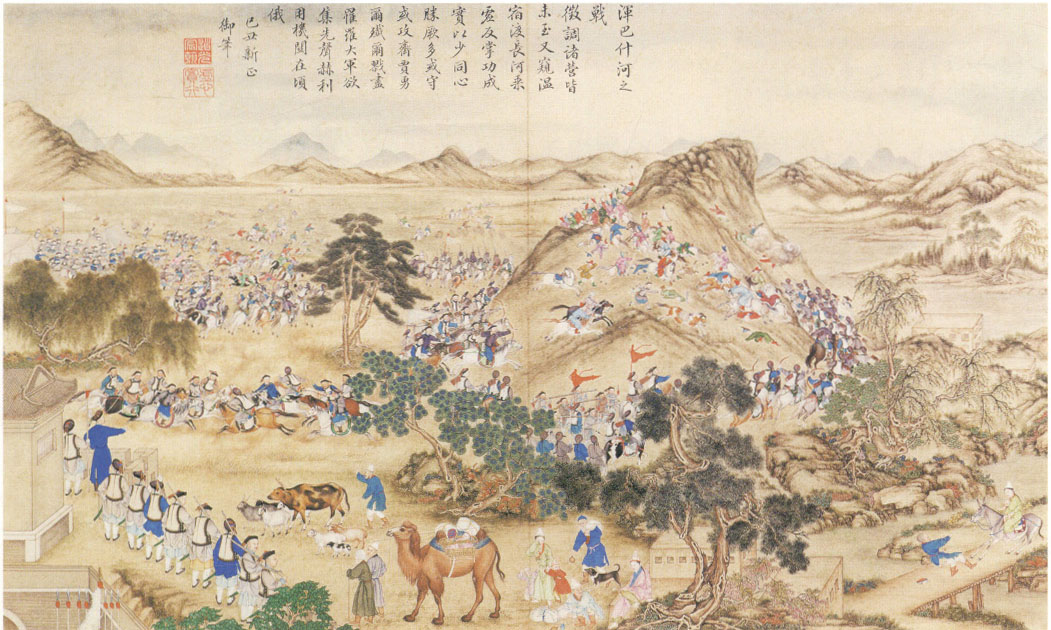
清道光《平定回疆戰圖》之《渾巴什河之戰圖》

渾河之戰第二次發生於道光六年（1826年）六月薩木薩克的次子張格爾以20萬人據南疆西四城，由揚威將軍長齡2萬人獲勝。
道光六年（1826年）六月，薩木薩克的次子張格爾據喀什噶爾英吉沙爾（今英吉沙）、葉爾羌（今莎車）、和闐（今和田）等西四城，清道光七年（1827年）二月清廷以長齡為揚威將軍、署陝甘總督楊遇春，率軍2萬餘人，二月六日，清軍主力由阿克蘇西進，十四日至巴爾楚（今巴楚），二十八日清軍追擊至渾河（今新疆博羅和碩河）北岸。張格爾叛軍10萬沿北岸築壘防守，沿河南岸築壘綿亙20餘里。為了出敵不意，長齡乃採用楊遇春遠而示近之謀，以索倫騎兵千余人，在下游渡河牽制，清軍整夜以小分隊進行襲擾；次夜飛沙障目、天氣昏暗，清軍由上游急渡，直趨敵軍營壘。張格爾軍在黑暗風沙中遭到突然襲擊，大亂潰逃，清軍乘勝追擊至喀什噶爾城（今喀什）下。三月五日，楊遇春收復英吉沙爾，十六日收復葉爾羌，五月，楊芳在昆拉（今和田西）擊敗叛軍，至此清軍收復喀什噶爾等南疆西四城。道光二十八年張格爾逃至喀爾鐵蓋山被清軍擒獲後，解至北京處死。